# Pismo Beach
Pismo Beach è una città degli Stati Uniti d'America situata nella Contea di San Luis Obispo, nello Stato della California e più precisamente nell'area della Costa Centrale della California.  La popolazione registrata durante il censimento del 2010 era di 7.655 persone, contro gli 8.551 del censimento del 2000.